# Ronde van Duitsland 1939
De Grote Duitse omloop 1939 was de achtste editie van de Ronde van Duitsland. De wedstrijd werd gehouden van 1 tot 24 juni 1939. De totale afstand bedroeg ongeveer 5040 kilometer. De ronde van Duitsland was daarmee beduidend langer dan die van Frankrijk of Italië. Na de Anschluss werd dit jaar ook de Ostmark in het parcours opgenomen.
Er waren 68 deelnemers, waaronder 44 Duitsers. De Duitse renners waren verdeeld over merkenploegen; de buitenlanders reden in ploegen per land: België, Frankrijk, Zwitserland en een gemengde Spaanse/Deense/Nederlandse ploeg. In dit gemengd team namen twee Nederlanders deel: Gerrit Schulte en Theo Middelkamp. De Belgische ploeg bestond uit de zes renners Joseph Moerenhout, Frans Spiessens, Robert Wierinckx, Frans Bonduel, Lode Janssens en Sylvain Grysolle.
De titelverdediger was Hermann Schild. Dit jaar won de Duitser Georg Umbenhauer, die na zijn winst in de vijfde etappe de leiding in het klassement veroverde. Hermann Schild won nog wel vier etappes, maar speelde in het klassement geen rol van betekenis. Dit was overigens de eerste editie met een bergklassement en ook het landenklassement (later: ploegenklassement) werd ingevoerd. Het bergklassement werd gewonnen door de Zwitser Robert Zimmermann en het ploegenklassement door België. Het was voor het eerst dat een klassement niet gewonnen werd door de Duitsers.
Door het uitbreken van de Tweede Wereldoorlog kreeg de Ronde van Duitsland pas in 1947 een vervolg.

## Etappeschema
| Etappe | Datum   | Start – Finish                  | km    | Etappewinnaar    | Klassementsleider  |
| ------ | ------- | ------------------------------- | ----- | ---------------- | ------------------ |
| 1      | 1 juni  | Berlijn – Stettin               | 252,5 | Gerrit Schulte   | Gerrit Schulte     |
| 2      | 2 juni  | Stettin – Cottbus               | 241,2 | Gerrit Schulte   | Gerrit Schulte     |
| 3      | 3 juni  | Cottbus – Breslau               | 246,6 | Erich Bautz      | Hermann Siebelhoff |
| 4      | 4 juni  | Breslau – Reichenbach           | 219,3 | Sylvain Grysolle | Robert Zimmermann  |
| 5      | 6 juni  | Reichenbach – Chemnitz          | 210,7 | Georg Umbenhauer | Georg Umbenhauer   |
| 6      | 7 juni  | Chemnitz – Neurenberg           | 287   | Frans Spiessens  | Georg Umbenhauer   |
| 7      | 8 juni  | Neurenberg – Passau             | 226,1 | Ludwig Geyer     | Georg Umbenhauer   |
| 8      | 9 juni  | Passau – Wenen                  | 305   | Paul Langhoff    | Georg Umbenhauer   |
| 9      | 11 juni | Wenen – Graz                    | 197   | Hermann Schild   | Georg Umbenhauer   |
| 10     | 12 juni | Graz – Salzburg                 | 278   | Frans Spiessens  | Georg Umbenhauer   |
| 11     | 13 juni | Salzburg – Augsburg             | 223,5 | Herbert Gerber   | Georg Umbenhauer   |
| 12     | 14 juni | Augsburg – Singen               | 250,2 | Hermann Schild   | Georg Umbenhauer   |
| 13     | 15 juni | Singen – Stuttgart              | 251,3 | Oskar Thierbach  | Georg Umbenhauer   |
| 14     | 17 juni | Stuttgart – Saarbrücken         | 229,8 | Hermann Schild   | Georg Umbenhauer   |
| 15     | 18 juni | Saarbrücken – Frankfurt am Main | 263,4 | Willy Fischer    | Georg Umbenhauer   |
| 16     | 19 juni | Frankfurt am Main – Keulen      | 254,8 | Leo Amberg       | Georg Umbenhauer   |
| 17 (a) | 20 juni | Keulen – Dortmund               | 197,3 | Fritz Diederichs | Georg Umbenhauer   |
| 17 (b) | 20 juni | Dortmund – Bielefeld            | 140   | Sylvain Grysolle | Georg Umbenhauer   |
| 18     | 22 juni | Bielefeld – Hannover            | 279,2 | Sylvain Grysolle | Georg Umbenhauer   |
| 19     | 23 juni | Hannover – Leipzig              | 275,7 | Sylvain Grysolle | Georg Umbenhauer   |
| 20     | 24 juni | Leipzig – Berlijn               | 221   | Hermann Schild   | Georg Umbenhauer   |

## Eindklassement
|   | Renner            | Tijd         |
| - | ----------------- | ------------ |
| 1 | Georg Umbenhauer  | 149h 33' 51" |
| 2 | Robert Zimmermann | + 9' 45"     |
| 3 | Fritz Scheller    | + 13' 19"    |

## Bergklassement
|   | Renner            | Punten    |
| - | ----------------- | --------- |
| 1 | Robert Zimmermann | 67 punten |

## Landenklassement
|   | Land   | Tijd         |
| - | ------ | ------------ |
| 1 | België | 449h 40' 49" |